# Gliese 1061
Gliese 1061 (GJ 1061) é uma estrela na constelação de Horologium. Estando a uma distância de apenas 11,98 anos-luz (3,67 parsecs), este é o 20º sistema estelar mais próximo do Sistema Solar. Apesar de sua proximidade, possui um brilho baixo demais para ser visível a olho nu, tendo uma magnitude aparente de 13,07.
GJ 1061 é uma anã vermelha com um um tipo espectral de M5.5V, tendo apenas 13% da massa solar e 15% do raio solar. Possui um baixo nível de atividade, o que indica que é uma estrela velha com uma idade de mais de 7 bilhões de anos. Em 2019, foi anunciada a descoberta de um sistema de 3 planetas rochosos ao seu redor.

## Propriedades
Este é o 20º sistema estelar mais próximo do Sistema Solar, estando a uma distância de apenas 11,98 anos-luz (3,67 parsecs), determinada com alta precisão por observações de paralaxe. Embora já fosse reconhecida como uma estrela próxima desde a década de 1970, quando foi incluída na extensão do Catálogo Gliese de estrelas próximas com o nome GJ 1061, apenas em 1995 a estrela teve sua distância confirmada por paralaxe, quando descobriu-se que é um dos sistemas mais próximos. Apesar da sua proximidade, GJ 1061 tem um brilho muito baixo (magnitude absoluta de 15,26), o que explica sua detecção tardia.
GJ 1061 é uma anã vermelha, o tipo mais comum e menos luminoso de estrelas na sequência principal, sendo classificada com um tipo espectral de M5.5V. Possui uma massa estimada de 12,5% da massa solar, perto do limite mínimo de massa de uma estrela, e um raio de aproximadamente 15% do raio solar. Sua fotosfera está brilhando com apenas 0,16% da luminosidade solar e tem uma temperatura efetiva de 2 980 K, dando à estrela uma coloração fortemente avermelhada. Suas propriedades são muito similares às de Proxima Centauri, outra anã vermelha que é estrela mais próxima do Sistema Solar. Sua metalicidade, a abundância de elementos mais pesados que o hélio, é similar ou levemente inferior à solar.
Uma característica notável de GJ 1061, que a difere de outras anãs vermelhas como Proxima Centauri, é seu nível de atividade muito baixo. A estrela apresenta um baixo índice de atividade cromosférica, baixa luminosidade em raios X, e uma ausência de emissão Hα (usada para caracterizar atividade magnética). Esse baixo nível de atividade indica que GJ 1061 é uma estrela velha, com uma idade estimada em mais de 7 bilhões de anos, e indica também uma rotação lenta com período na faixa de 50 a 200 dias. Um período de 130 dias foi detectado em dados fotométricos, de velocidade radial, e do índice de atividade, sugerindo que esse é o período de rotação da estrela. O baixo nível de atividade facilita a obtenção de dados de velocidade radial precisos, como os usados para descobrir o sistema planetário ao redor de GJ 1061, pois a variabilidade natural na velocidade radial causada pela atividade da estrela é muito baixa.

## Sistema planetário
Em 2019, foi anunciada a descoberta pelo método da velocidade radial de um sistema de três planetas ao redor de GJ 1061. A estrela foi observada pelo espectrógrafo HARPS, no Observatório de La Silla, em 54 noites entre julho e setembro de 2018, como parte do projeto Red Dots, que busca por planetas extrassolares ao redor das anãs vermelhas mais próximas da Terra. Os dados de velocidade radial obtidos mostram três sinais com períodos de 3,2, 6,7, e 13,0 ou 12,4 dias, os quais foram atribuídos a planetas em órbita ao redor da estrela. Devido à forma como os dados foram amostrados, existe uma ambiguidade no período do terceiro sinal, podendo ser de 13,0 ou 12,4 dias. O artigo de descoberta dos planetas lista duas soluções orbitais para o sistema, uma com o período de 13,0 dias e outra com o período de 12,4 dias, mas as propriedades dos planetas não são alteradas significativamente entre elas. Um quarto sinal, de 53 ou 130 dias, pode ser gerado por um quarto planeta, mas é considerado mais provável que ele seja explicado pela rotação da estrela.
Os três planetas possuem massas similares à da Terra, com massas mínimas de 1,38, 1,75 e 1,68 vezes a massa terrestre, portanto eles provavelmente são planetas rochosos. Possuem órbitas muito mais próximas de sua estrela do que os planetas do Sistema Solar, estando em média a distâncias de 0,021, 0,035 e 0,054 UA da estrela GJ 1061. Os dados de velocidade radial não têm precisão suficiente para determinar a excentricidade orbital dos planetas, mas os três precisam ter excentricidades baixas para garantir a estabilidade do sistema. O sistema se mantém estável mesmo se as massas dos planetas for até cinco vezes maior que o valor mínimo, embora massas altas sejam altamente improváveis. Os planetas estão próximos de uma ressonância orbital 1:2:4.
Os planetas c e d recebem um nível de irradiação similar ao que a Terra recebe do Sol, portanto estão dentro da zona habitável do sistema, a região em que água líquida pode existir na superfície. GJ 1061 c, recebendo 1,4 vezes a irradiação terrestre, está no limite interno da zona habitável otimista do sistema, enquanto GJ 1061 d, recebendo 0,6 vezes a irradiação terrestre, está praticamente no meio da zona habitável conservativa, e portanto é mais interessante do ponto de vista astrobiológico. Como os planetas estão muito próximos da estrela, é esperado que eles estejam em estado de acoplamento de maré e apresentem a mesma face virada sempre para a estrela. Um estudo mostrou que o aquecimento de maré em GJ 1061 d pode ser suficiente para gerar atividade tectônica no planeta, o que produziria um ciclo do carbono e ajudaria a manter água líquida na superfície.
| Planeta | Massa               | Irradiação (S⊕) | Semieixo maior (UA) | Período orbital (dias) | Excentricidade |
| ------- | ------------------- | --------------- | ------------------- | ---------------------- | -------------- |
| b       | >1,38+0,16 −0,15 M⊕ | 3,8 ± 0,7       | 0,021 ± 0,001       | 3,204 ± 0,001          | < 0,31         |
| c       | >1,75 ± 0,23 M⊕     | 1,4 ± 0,2       | 0,035 ± 0,001       | 6,689 ± 0,005          | < 0,29         |
| d       | >1,68+0,25 −0,24 M⊕ | 0,6 ± 0,1       | 0,054 ± 0,001       | 13,031+0,025 −0,032    | < 0,53         |

| Planeta | Massa               | Irradiação (S⊕) | Semieixo maior (UA) | Período orbital (dias) | Excentricidade |
| ------- | ------------------- | --------------- | ------------------- | ---------------------- | -------------- |
| b       | >1,44+0,17 −0,16 M⊕ | 3,8 ± 0,7       | 0,021 ± 0,001       | 3,204 ± 0,001          | < 0,31         |
| c       | >1,74 ± 0,20 M⊕     | 1,4 ± 0,2       | 0,035 ± 0,001       | 6,689 ± 0,005          | < 0,29         |
| d       | >1,57+0,27 −0,25 M⊕ | 0,6 ± 0,1       | 0,052 ± 0,001       | 12,434+0,031 −0,023    | < 0,54         |